# Sociedade Cultural Missões Quilombo
A Sociedade Cultural Missões Quilombo é uma Organização Não Governamental fundada por Hernani Francisco da Silva em 1991 para levar à consciência negra e à negritude cristã, debate racial com a sociedade; promover a discussão bíblico-teológica sobre o racismo; debater os preconceitos ainda encontrados na igreja, na teologia e na educação religiosa. Atualmente, com um trabalho mais ecumênico,  e com uma preocupação voltada a exclusão social, cidadania e os efeitos da globalização nas periferias das grandes cidades, busca a organização da sociedade, o combate de qualquer forma de racismo, o desenvolvimento social, a profissionalização de jovens e a tolerância religiosa.

## Fundador
Seu fundador nascido na Paraíba,  em uma família católica, converteu-se ao evangelho na Igreja Congregacional aos 15 anos e  foi batizado no natal de 1979. Mudou-se para São Paulo aos 17 anos ,  tornou-se membro da Igreja Evangélica O Brasil para Cristo onde foi líder de mocidade. Na igreja sentiu o peso do racismo. Impactado  pela marcha em comemoração centenário da Abolição em 13 de maio de 1988, assumiu a missão de trabalhar a negritude dentro da igreja. Atualmente é Secretário Executivo da Comissão Ecumênica Nacional de Combate ao Racismo, profissional de comunicação e marketingEm 2003, obteve apoio da ASHOKA, uma organização internacional de empreendedores sociais.  Desenvolve trabalhos junto às comunidades quilombolas do Vale do Ribeira.

### Prêmios
Recebeu o Prêmio Direitos Humanos, do governo federal; o de Destaque Azuza, pela Missão Azuza Brasil; outro instituído pelo jornalista Gilberto Dimestein, sendo incluído entre as 50 personalidades destacadas no livro Heroís Invisíveis. Foi citado na reportagem AFROEMPREENDEDORES DE SUCESSO pela REVISTA SUSTENTA BRASIL, publicação do INSTITUTO ADOLPHO BAUER (IAB), edição 4.

### Obras
Autor do livro “ O Movimento Negro Evangélico – Um mover do Espírito Santo” –  primeira publicação do Selo Editorial Negritude Cristâ , do livro digital O Protestantismo e a Escravidão no Brasil .É articulista no site novos diálogos onde publicou os seguintes artigos :” A Abolição da Escravatura e as Igrejas evangélicas”,” Três maneiras erradas de ser igreja diante do racismo infantil”,” A Paixão de Cristo e o Negro Simão” e o” Negro Evangélico em movimento”.
O Presidente e fundador da Sociedade Cultural Missões Quilombo, Hernani Francisco da Silva, encaminhou manifesto PEDIR PERDÃO AO POVO NEGRO às Igrejas Históricas Protestantes, onde as convida a se desculparem pela conduta da igreja ao longo da história quanto à temática negra e sua conivência com a escravidão com a escravidão negra no Brasil.(texto  publicado em 01.02.2006 no site Adital)

## Projetos Parceiros

### Cenacora
Tem o apoio da CENACORA – Comissão Ecumênica Nacional de Combate ao Racismo, esta por sua vez apoiada por duas organizações internacionais, Igreja Unida do Canadá e o Conselho Mundial de Igrejas; do CMI – Conselho Mundial das igrejas, da Capacitação Solidária, da Igreja Evangélica Pentecostal O Brasil Para Cristo e da Visão Mundial.

### Rede Afrokut
A REDE AFROKUT foi fundada em 2008 com a missão de combater o preconceito e a discriminação através de discussões virtuais, sendo seu público alvo negros e negras cristãs. A  rede se consolidou , diversificou seu conteúdo e abrange diversos temas como negritude, branquitude, estilo negro, oportunidades, religiosidade negra, cristianismo negro, dentre outros.  A rede tem atualmente, cerca de 7000 inscritos, grande parte são professores, pastores e militantes de causas sociais e raciais, recebe aproximadamente 30 mil visitas por mês. ( revista Sustenta Brasil)

## Movimento Negro Evangélico
Atua no Movimento Negro Evangélico , organização que visa engajar, agregar, motivar e potencializar todos os organismos e grupos evangélicos que trabalham, discutem e mobilizam em torno da questão racial no Brasil, a partir da Igreja Evangélica e nos movimentos sociais.